# 德山宣鑑
德山宣鑑（782年—865年），唐代劍南道简州(今四川簡陽、資陽一帶)人，禪宗大師。法嗣於龍潭崇信禪師。俗姓周姓，因精通《金剛經》，時人譽為「周金剛」。少年出家，二十受具足戒，初先究律宗，後習禪法。少年時在北宗，學習北宗禪，著作《青龍疏鈔》，講解經義。後訪澧陽郡龍潭崇信禪師，在龍潭引領之下悟道，體會禪門本意，焚燒疏鈔。悟道後，在澧陽傳道三十年，遭遇會昌法難，隱修避難。大中初年，武陵太守薛廷望建古德禪院，「禮請」宣鑑禪師入為住持。時以「棒打」接引學人，人稱「德山棒」。唐咸通六年圓寂，享壽八十四，僧臘六十五。敕諡見性大師。
弟子有巖頭全奯、雪峯義存等人。雲門宗、法眼宗皆源於雪峯。

## 師承
- 龍潭崇信

## 弟子
- 巖頭全奯
- 雪峯義存

## 外部連結
- 内在的光 自鸣不凡  （页面存档备份，存于）
- 德山棒  （页面存档备份，存于）